# 霍布羅
霍布羅（丹麥語：Hobro），丹麥日德蘭半島上的一座鐵路鎮，瑪麗艾厄灣市鎮的行政中心。